# Список озёр Египта
В Египте множество озёр, которые исчезли и которые существует до сих пор.

### Насер
Водохранилище на юге Египта и северной части Судана.

### Манзала[2]
Солёное озеро на северо-востоке страны.
Расположено рядом с дельтой реки Нил и такими портами, как Порт-Саид, Думъят.

### Марьют
Солёное озеро в Северной части Египта, располагающееся между городами Александрия и Аль-Бухейра.

### Бардавиль
Солёное озеро в Северный Синай.

### Меридово озеро
Солёное озеро в Египте, на территории Файюмского оазиса.

### Вади Эль-Райан
Солёное озеро в Эль-Файюм.

### Идку
Солёное озеро в Кафр-эш-Шейх.

### Тошка
Общее название группы из четырёх бессточных недавно созданных озёр в пустыне Сахара, Египет.

### Большое Горькое
Солёное озеро между северной и южной частью Суэцкого канала. Находится в регионе Исмаилия.

### Буруллус
Солёное озеро на северной части побережья дельты Нила. Западнее Кафр-эш-Шейх.

### ОзёраВади-Натрун
Солёные озёра с щелочной водой (содержат соли натрия) в районе Вади-Натрун возле впадины Каттара в провинции Матрух.

### Солёные озёраСива[3]
Расположены в губернаторстве Матрух, в Западной части пустыни.